# Kazimierz Brodziński
Kazimierz Brodziński (Królówka, 8 marzo 1791 – Dresda, 10 ottobre 1835) è stato uno scrittore polacco uno dei maggiori esponenti del Romanticismo polacco.

## Biografia
Nato a Królówka, vicino Bochnia, da una famiglia nobile, studiò a Tarnów, dove si appassionò di Letteratura, e si arruolò nell'esercito del Ducato di Varsavia. Combattendo la Battaglia di Lipsia, fu fatto prigioniero dai Prussiani. Ritornato in Polonia nel 1814, si trasferì stabilmente a Varsavia, dove lavorò come impiegato presso l'amministrazione comunale, incarico che lasciò nel 1818 per iniziare una carriera come insegnante di Letteratura. In questi anni collaborò anche con alcuni giornali scrivendo racconti e novelle soprattutto per il Pamiętnik Warszawski. Nel 1823 divenne membro della Società degli Amici delle Scienze e successivamente docente di Filosofia presso l'Università di Varsavia. Tenne conferenze in diverse nazioni europee: in Boemia, in alcuni Stati della Penisola italiana, in Svizzera e soprattutto in Germania e in Francia. Si dedicò anche allo studio della cultura dei Cechi dopo aver conosciuto studiosi quali Josef Jungmann, Václav Hanka e Ján Kollár. Prese parte alla Rivolta di Novembre collaborando con quotidiani rivoluzionari come il Kurier Polski e la Nowa Polska. Morì a Dresda nel 1835.
La sua attività poetica risale all'età giovanile, anche se la pubblicazione delle sue prime opere fu tardiva e solo nel 1809 stampò una raccolta di odi in onore a Napoleone. Negli anni successivi, il giornale La Rivista Varsaviana ospitò i suoi lavori, una serie di brevi liriche pastorali a carattere popolare, nelle quali viene evidenziato il suo amore per la natura.
Come critico letterario,  Brodziński pubblicò Classicismo e Romanticismo e Dello spirito della poesia polacca, che ebbero il merito di diffondere il verbo romantico associato alla creazione di una identità lirica polacca.